# Антонов Ан-10
Антонов Ан-10 је совјетски путнички четворомоторни авион. Поред цивилне, овај авион је нашао и војну примену за транспорт војника и падобранаца.
АН-10 је први Совјетски путнички турбоелисни авион за превоз 100 путника. Високе перформансе полетања и слетања и способност управљања на неасфалтираним пистама омогућиле су управљање авионом на рутама на којима други авиони те категорије нису могли да лете. Шездесетих година 20. века АН-10 је био један од главних путничких авиона авио-компанија Аерофлот.

## Пројектовање и развој
Подршку развоју авиона Ан-10 и Ан-12 дао је лично совејтски вођа Никита Хрушчов (Генерални секретар КПСС) који је на високо место на листи приоритета поставио идеју претварања двомоторног транспортног авиона Ан-8 у два четворомоторна деривата: Ан-10 немењен је за одржавање путничког саобраћаја и Ан-12 специјализован за војне транспортне задатке. Први у редоследу је био путнички авиона Ан-10 који је био намењен за превоз путника на домаћим и међународним линијама раздаљине од 500 до 3.500 км, с обзиром да је његово пројектовање отпочело 1956 године тј. одмах након пробног лета Ан-8.
Пројект авиона Ан-10 је израдио тим инжењера конструкционог бироа ОКБ Антонов Е.К. Сенчук, Н.С. Трунчнков, и А.М. Кондратьев под водством главног конструктора А.Я. Белокипецкого а први пробни лет је обављен 7. марта 1957. Први прототип авион је крштен именом "Украјина".
Авион је имао проблема са стабилношћу што је проузроковало кашњење од 2,5 године за укључивање авиона у оперативну употребу. Репна јединица Ан-10 је еволуирала од једног вртикалног стабилизатора до конфигурације са додатним вертикалним стабилизаторима на крајевима хоризонталних стабилизатора, који су касније замењени раширеним двоструким трбушним стабилизаторима. Коначно, проблем је решен давањем негативног диедра на делове крила иза мотора.

### Историјат пројекта Ан-10
- 30.11.1955. - Објављен је акт Савета министара СССР бр. 1956-1055 о изградњи четворомоторног путничког авиона под ознаком „Производ У“ (универзални).
- 9.12.1955. - Објављена је Наредба Министарства авио-индустрије број 766 у вези са развојем авиона Ан-10.
- 7.03.1957 Ан-10 - је извршио свој први лет. Посада: Јаков Верников – капетан, Володим Шевченко – копилот, Петро Кошкин – навигатор, Михајло Фролов – радио-оператер, Анатолиј Калиничин – инжењер лета, И. Јевтушенко – електротехничар лета, Олександар Ескин – водећи инжењер летачких испитивања.
- У јулу 1958. - авион Ан-10 награђен је дипломом и златном медаљом на Светској изложби у Бриселу (Белгија).
- 21.07.1959. - Ан-10 (посада П. Макарова) обавио је први редован лет са путницима на релацији Кијев – Москва.
- Године 1960. - по први пут у историји Арктика, Ан-10 је седам пута слетео на ледене платформе дрифтајућих станица Северни пол-8 и Северни пол-9.
- 29.04.1961. - Ан-10 је поставио рекорд брзине на затвореној рути од 500 км – 530,6 km/h (капетан посаде Александар Митронин).
- 1.06.1962. - Авион Ан-10 који је летео из Сиктивкара за Москву превезао је милионитог путника.
- 7.04.1969. - Превезен је 25-милионити путник[2].

## Технички опис
Техннички опис према
Конструкција трупа авиона Ан-10 је полумонокок потпуно металне конструкције. Попречни пресек трупа је округао. Структурно труп представља једну целину. Функционално је труп подељен на три дела: кабински део посаде, путничка кабина и репни део. Комплетан труп је под притиском, снабдевен уређајем за загревање и проветравање. У кабинском делу посаде се налазе кабине навигатора, пилота и осталих чланова посаде (инжењер лета, радио оператер, стјуардесе и пратиоци) у путничкој кабини се налазе седишта и пролаз у репном делу авиона се налази санитарне просторије и оставе. Товарни простор за пртљаг се налази испод пода путничке кабине. Број седишта у путничкој кабини је био променљив. Прототип је имао 85 седишта, серијски авиони Ан-10А имао је 100 седишта па 110, 112 до 132. Притом димензије авиона се нису мењале него је само коришћен расположиви простор. На број седишта су утицале: дужина релације, тежина пртљага, количина горива и путничке класе. Седишта су била распоређена у редове, у сваком реду је било по 6 седишта (3+3) са пролазом кроз седину кабине. На бочним страницама кабина налазили су се округли прозори и врата за улаз путника као и она за случај опасности. Авион је био веома адаптибилан, лако се могао реконфигурисати у карго варијанту са теретом од 15 тона или у "комби" конфигурацију са теретом напред 9 тона и путницима позади 52 путника.
Прва два прототипа имала су четири турбопроп моторе  Кузњецов НК-4 снаге 3.000 kW сваки, који је у серијској производњи замењени његовом економичнијом копијом Ивченко АИ-20К снаге 3.000 kW. Нови мотори су уграђени у поклопце са помереним напред, дубљим усисницима ваздуха. Уграђени метални пропелери су били АВ-68 са четири лопатице пречника 4,5 m и хидрауличким погоном за промену нагиба (корака) елисе. У току производње експериментисало се и са елисама од фибергласа. Мотори и додатна опрема су монтирани као самосталне јединице (модули) и лако су замењени. Усисници мотора и пропелери су били опремљени термоелектричним системом за одлеђивање.
Крило је трапезоидно, са нападном ивицом од 40 и нормалном излазном ивицом у односу на труп. Структурно се састоји од средишњег дела и два конзолна полукрила. У средишњем делу крила који обухвата везу крила и трупа део крила и гондоле мотора, налазе се резервоари за гориво. Крила са сваке стране имају по две гондоле за смештај крилних мотора, иза крајњих мотора крила имају негативан диедар од -40. Сваки средњи део крила је опремљен закрилцима са дефлектором, конзолни део је опремљен дводелним елероном са серво тримером. Углови закрилца: 25° за полетање и 45° за слетање. Елерони су опремљени системом закључавања. Кроз крила су провучене све неопходне инсталације за управљање летом и радом мотора. Управљање кормилима и елеронима је механичко, помоћу шипки а закрилци електрично. Крило је опремљено системом против залеђивања.
Репне површине су класичне: један велики вертикални стабилизатор са кормилом правца, два хоризонтална стабилизатора са кормилима дубине. Сви елементи репа су металне конструкције са облогом од ал-лима. Сви репни елементи су били опремљени термоелектричним системом за одлеђивање.
Стајни трап је система трицикл: једна (управљачка) нога испод кљуна авиона са удвојеним точковима, нога је ротирајућа под углом од ±35°. На средини трупа по дужини, се налазе две главне ноге са носачима четири велика точка, који су у стању да приме сав притисак потпуно оптерећеног авиона и све неравнине полетно слетних стаза које користи овај авион при слетању и полетању. Точкови су опремљени ниско притисним гумама и кочницама а ноге стајног трапа уљним амортизерима. У току лета предња нога се увлачила у труп авиона (уназад) а главне ноге су смештане у бисаге са стране трупа, тако да је на тај начин повећан размах између точкова што је добро за стабилност авиона при слетању и полетању а и приликом кретања по неравном тлу. Друга корист је што точкови не умањују запремину товарног простора. Главне ноге стајног трапа се у лету увлаче у бисаге према унутра а не уназад као што је то код Ан-8. Увлачење точкова у лету, затварање врата увученог стајног трапа и управљање предњим точком обавља се хидрауличким путем. Авиони Ан-10 који су саобраћали на Арктику на стајном трапу уместо точкова имали су скије.

## Верзије
- Производ У – Интерна ознака путничког авиона са четири мотора изведена из Ан-8.
- Ан-10 – Прототип и предсерија опремљене моторима Кузњецов НК-4 или Ивченко АИ-20А[5].
- Ан-10А – Серијски произведени авион са 100 путника и моторима Ивченко АИ-20К[4][5].
- Ан-10АС – Неколико Ан-10 авиона без седишта модификованих за транспорт малих пакета[4][5].
- Ан-10Б - Модификована верзија Ан-10А за превоз 132 путника. Произведен 1 авион  1962. године[4][5].
- Ан-10КП – (Командни Пункт) Један авион модификован за контролу ваздушног саобраћаја. (1 авион)[4][5]
- Ан-10ТС – (Транспорт/Санитетски) Авион за превоз рањеника (73 носила, 20 седећих и 4 пратиоца). (1959. год. 11 авиона.)[4][5]

## Оперативно коришћење
Производња је почела пред крај 1957. године у Државној фабрици број 64 у Вороњежу. Укупно је произведено 104 авиона Ан-10 и ниједан није извезен. Користили су их је само Аерофлот и Војно ваздухопловство Совјетског Савеза. 
У току 1960. до 1961. године авионом Ан-10А је постављено неколико брзинских рекорда: маја 1960. на релацији 2.000 km са носивошћу 15000 kg постигнута је брзина 723 km/h, јуна 1960. године	на релацији	900 km постигнута је просечна брзина 760 km/h, 29. априла 1961. године са посадом А. Митронин, В. Терскиј на релацији 500 km постигнута је просечна брзина 730,616 km/h. 
Аерофлот је интензивно користиоавион Ан-10 јер је имао ниске оперативне трошкове, добру носивост и способност да слеће и полеће са кратких полетно слетних и лоше припремљених стаза. Његова каријера у Аерофлоту нагло је прекинута у мају 1972. године, када се Ан-10А срушио након полетања, при чему су сви у авиону погинули. Ан-10 је био трајно приземљен за редовни путнички саобраћај 1973. године, али су многи наставили да лете у војној или транспортној служби све док им нису истекли ресурси.

## Земље које су користиле авион
- СССР